# 中島式五型練習機
中島式五型練習機
- 用途：練習機
- 分類：練習機
- 設計者：中島知久平、佐久間二郎、関口英二
- 製造者：中島飛行機
- 運用者

  - 大日本帝国陸軍
  - 台湾総督府
  - 東西定期航空会
  - 水田飛行学校など
- 初飛行：1920年4月末
- 生産数：118機
- 運用状況：退役

中島式五型練習機（なかじましきごがたれんしゅうき）は、大日本帝国陸軍が使用した練習機。日本陸軍によって初めて正式採用・量産された日本製航空機である。

## 経緯
陸軍に納入されることなく終わった中島式一型複葉機の失敗を受け、中島飛行機は民間向けの中島式三型複葉機の経験をフィードバックした新型陸軍向け練習機として、佐久間一郎技師を設計主務者として中島式四型複葉機の開発を進め、1919年（大正8年）2月に試作機1機を完成させた。同年5月に行われた陸軍による審査で好成績を納めた中島式四型に対し、陸軍航空部は中島式四型の改良生産型の採用試験を行うことを中島に通達した。これを受けて中島では中島知久平所長以下佐久間二郎、関口英二技師らが中島式五型の設計を開始し、中島式四型をベースにスタンダード H-3やアルバトロス C.IIといった海外機の設計を参考としつつ設計作業を進めた。
陸軍向けの試作一号機は1920年（大正9年）4月末に所沢飛行場で試験飛行を行い、好成績を示した。これを受けて陸軍は中島に対して100機の中島式五型を発注。1921年（大正10年）5月までに民間機17機と台湾総督府に輸出された1機を含めた118機が生産された。陸軍は各航空隊と陸軍飛行学校に中島式五型を配備し、練習機のほかに偵察機としても運用した。しかし、運用中に翼型の設計誤差から生じた失速特性の悪さが表面化し、さらに1920年10月14日に排油穴の未設置を原因とする空中火災によって乗員2名が殉職する事故が発生したため、陸軍は中島式五型の使用を取りやめ、以降は外国製の機体の配備を進めていった。
その後、陸軍の中島式五型は中島での改修を経て民間に払い下げられ、複数の民間飛行学校で使用されただけでなく、航続性能が評価され多くの郵便飛行競技会で活躍した。また、朝日新聞社東西定期航空会も6機の中島式五型を運用している。しかし事故発生率も高く、1920年から1927年（昭和2年）までの間に民間の中島式五型5機が墜落し、7名の乗員が死亡している。民間の中島式五型は大正末まで第一線で使用された。

## 設計
機体は木製骨組みに羽布張りの複座複葉機で、降着装置は固定脚。エンジンは、試作機は米ホール・スコット製の125馬力エンジンを使用したが、量産機ではホール・スコット製「A-5a」150馬力エンジンが用いられた。また、民間払い下げ機の中には後述するようにエンジンをほかの物に換装した機体も存在した。

## 派生型
陸軍では中島式五型の使用を取りやめたため派生型が開発されることはなかったが、民間向けとしては数種類の派生型が製作されている。
中島では中島式五型の性能向上型として、1919年8月に1機の中島式六型複葉機を完成させた。この機体では機体構造の強化と、より大出力のリバティー・ホール・スコット「L-6」水冷直列6気筒（最大244馬力）へのエンジン変更が行われており、速度などの性能が向上。1919年10月に行われた東京 - 大阪間第一回郵便飛行競技会では、復路にて2時間10分という当時の東京 - 大阪間の速度新記録を達成している。
また、同じく1919年には帝国飛行協会からの注文を受けて1機の中島式七型複葉機の製作が開始され、1920年2月に完成。この機体はアメリカ在住の日本人からの献金によって製作されたことから「在米同胞号」と命名された。設計は中島式六型の改良型といったもので、エンジンはスターデヴァンド製の「5A」水冷V型8気筒（最大240馬力）に変更され、機首に円型のラジエーターが取り付けられていた。のちに冷却不十分のためにエンジンが過熱する欠点が発覚したため機首に水タンクを追加したほか、1名分の座席を廃して燃料タンクの大容量化も行われている。
在米同胞号は1920年4月29日に開催された東京 - 大阪間周回無着陸飛行競技会に参加した際に、操縦士だった飯沼金太郎飛行士が航路測定を誤ったため、離陸から30分後に丹沢山に墜落。飯沼は重傷を負い、機体は破損した。その後在米同胞号が修理されることはなく、エンジンは日本飛行学校の教材となり、機体の残骸は墜落現場近くの小学校に寄贈された。
そのほか、民間の中島式五型の中には、小川三郎飛行士が独自に軽量化や主翼の逆スタッガー翼化、エンジンのルノー製70馬力への換装を行った小川式5号練習機をはじめ、ベンツ製130馬力エンジンやダイムラー製160馬力エンジン、スターデヴァンド製220馬力エンジンを装備した機体や、エンジンナセルを改造した機体なども存在した。

## 諸元（中島式五型・量産機）
- 全長：7.595 m
- 全幅：12.842 m
- 全高：2.92 m
- 主翼面積：34.0 m2
- 自重：780 kg
- 全備重量：1,130 kg
- エンジン：ホール・スコット A-5a 水冷直列6気筒（離昇：165 hp） × 1
- 最大速度：136 km/h
- 巡航速度：110 km/h
- 実用上昇限度：3,400 m
- 航続時間：4時間
- 武装：なし
- 乗員：2名